# State Tower Building
El State Tower Building es un edificio de gran altura ubicado en la ciudad Syracuse, situda en el centro del estado de Nueva York (Estados Unidos). Terminado en 1928, el edificio sigue siendo el más alto de Siracusa hasta la fecha. Tiene 23 pisos y se eleva 95,4 metros Fue diseñado como un gran edificio de oficinas con los primeros 10 pisos siendo grandes y los pisos superiores retraídos y más pequeños, de modo que una entidad podría ocupar un piso completo. En el techo del décimo piso había una terraza en la que había un restaurante de servicio completo.

## Historia

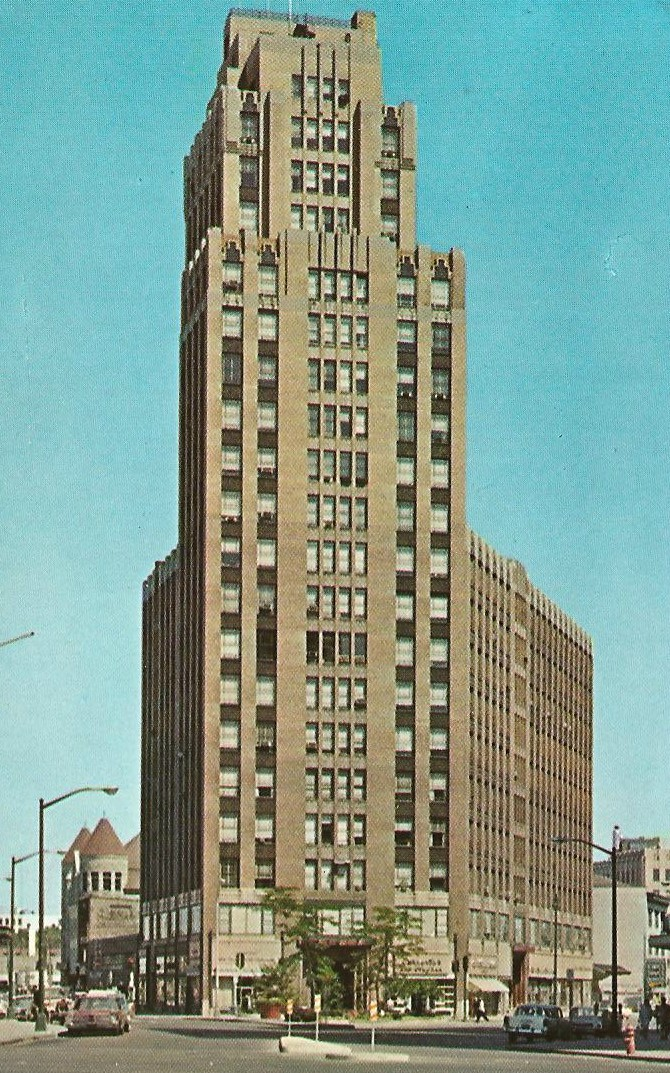
Postal del State Tower.

Está ubicado en 201 East Genesee Street y fue erigido en 1928 a un costo de 1,5 millones. Ocupa el antiguo emplazamiento del Teatro Bastable.
El edificio es de acero y hormigón con fachada de piedra caliza, terracota y ladrillo. El arquitecto fue Thompson & Churchill. Fue renovado en 2003.
En 2014, surgieron algunas preocupaciones sobre posibles peligros con la fachada del edificio.

## Distrito histórico de Hanover Square
El edificio es una propiedad contributiva en el distrito histórico de Hanover Square, que fue incluido en el Registro Nacional de Lugares Históricos en 1976.